# Salpis lancea
Salpis lancea är en fjärilsart som beskrevs av Frederick H. Rindge 1971. Salpis lancea ingår i släktet Salpis och familjen mätare. Inga underarter finns listade.